# Selaginella eremophila
Selaginella eremophila là một loài dương xỉ trong họ Selaginellaceae. Loài này được Maxon mô tả khoa học đầu tiên năm 1920.